# Arquidiocese de Córdova
A Arquidiocese de Córdova (em latim: Archidiœcesis Cordubensis in Argentina) é uma circunscrição eclesiástica da Igreja Católica situada em Córdova, Argentina. Seu atual arcebispo é Ángel Sixto Rossi, S.J.. Sua Sé é a Catedral Nossa Senhora de Assunção.
Possui 115 paróquias servidas por 342 padres, contando com 2135000 habitantes, com 87,7% da população jurisdicionada batizada.

## História
A Diocese de Córdova foi erigida em 10 de maio de 1570 com a bula Super specula militantis Ecclesiae do Papa Pio V, recebendo o território da diocese de Santiago do Chile (hoje arquidiocese). Originalmente era sufragânea da arquidiocese de Lima e a sé da diocese era Santiago del Estero.
Em 20 de julho de 1609, ele se tornou parte da província eclesiástica da Arquidiocese de La Plata ou Charcas (atual arquidiocese de Sucre).
Em 28 de novembro de 1697 a sé da diocese foi transferida para Córdova.
Em 28 de março de 1806 e em 15 de dezembro de 1828 cede partes do seu território em vantagem da criação respectivamente das dioceses de Salta (hoje arquidiocese) e do vicariato apostólico de San Juan de Cuyo (hoje arquidiocese).
Em 5 de março de 1865 passou a fazer parte da província eclesiástica da arquidiocese de Buenos Aires.
Em 20 de abril de 1934 cedeu outras partes de território para a criação da diocese die Río Cuarto e de La Rioja e também foi elevada à dignidade de arquidiocese metropolitana com a bula Nobilis Argentinae nationis do Papa Pio XI.
Em 11 de fevereiro de 1957, 10 de abril de 1961 e 12 de agosto de 1963 cedeu mais porções de território para a criação, respectivamente, da diocese de Villa María, de San Francisco e de Cruz del Eje.

## Prelados
|                   | Nome                                            | Período    | Notas                                                  |
| Arcebispos        | Arcebispos                                      | Arcebispos | Arcebispos                                             |
| ----------------- | ----------------------------------------------- | ---------- | ------------------------------------------------------ |
| 5º                | Ángel Sixto Cardeal Rossi, S.J.                 | 2021-      | Atual                                                  |
| 4º                | Carlos José Ñáñez                               | 1998-2021  | Arcebispo emérito                                      |
| 3º                | Raúl Francisco Cardeal Primatesta †             | 1965-1998  |                                                        |
| 2º                | Ramón José Castellano †                         | 1958-1965  |                                                        |
| 1º                | Fermín Emilio Lafitte †                         | 1934-1958  | Nomeado Arcebispo coadjutor de Buenos Aires            |
| Bispos-auxiliares |                                                 |            |                                                        |
|                   | Alejandro Musolino, S.D.B.                      | 2023-atual |                                                        |
|                   | Horacio José Álvarez                            | 2023-atual |                                                        |
|                   | Ricardo Orlando Seirutti García                 | 2015-atual |                                                        |
|                   | Pedro Javier Torres Aliaga                      | 2013-2022  | Nomeado Bispo de Rafaela                               |
|                   | José Ángel Rovai                                | 1999-2006  | Nomeado Bispo de Villa María                           |
|                   | Roberto Rodríguez                               | 1992-1998  | Nomeado Bispo de Villa María                           |
|                   | Carlos José Ñáñez                               | 1990-1995  | Nomeado Arcebispo-coadjutor de Tucumán                 |
|                   | José María Arancibia                            | 1987-1993  | Nomeado Arcebispo-coadjutor de Mendoza                 |
|                   | Elmer Osmar Ramón Miani                         | 1983-1989  | Nomeado Bispo de Catamarca                             |
|                   | Jesús Arturo Roldán                             | 1980-1991  | Nomeado Bispo de San Rafael                            |
|                   | Estanislao Esteban Karlic                       | 1977-1983  | Nomeado Arcebispo-coadjutor de Paraná                  |
|                   | Alfredo Guillermo Disandro                      | 1975-1980  | Nomeado Bispo de Villa de la Concepción del Río Cuarto |
|                   | Cándido Genaro Rubiolo                          | 1974-1977  | Nomeado Bispo de Villa de la Concepción del Río Cuarto |
|                   | Enrique Angelelli                               | 1960-1968  | Nomeado Bispo de La Rioja                              |
|                   | Horacio Arturo Gómez Dávila                     | 1958-1960  | Nomeado Bispo-coadjutor de La Rioja                    |
|                   | Ramón José Castellano                           | 1945-1958  | Elevado a Arcebispo                                    |
|                   | Leopoldo Buteler                                | 1932-1934  | Nomeado Bispo de Villa de la Concepción del Río Cuarto |
|                   | Inocêncio Dávila e Matos                        | 1914-1927  | Nomeado Bispo de Catamarca                             |
|                   | José Anselmo Luque                              | 1914-1930  |                                                        |
|                   | Aquilino Ferreyra e Álvarez                     | 1899-1910  |                                                        |
|                   | Filemón Cabanillas                              | 1899-1913  |                                                        |
|                   | Uladislao Javier Castellano                     | 1892-1895  | Nomeado Arcebispo de Buenos Aires                      |
|                   | Rosendo de Lastra e Gordillo                    | 1892-1898  | Nomeado Bispo de Paraná                                |
|                   | Benito Lascano e Castillo                       | 1830-1836  | Elevado a Bispo                                        |
| Bispos            |                                                 |            |                                                        |
| 28º               | Fermín Emilio Lafitte †                         | 1927-1934  |                                                        |
| 27º               | Zenón Bustos y Ferreyra, O.F.M. †               | 1904-1925  |                                                        |
| 26º               | Reginaldo Toro, O.P. †                          | 1888-1904  |                                                        |
| 25º               | Juan José Blas Tissera, O.F.M. †                | 1884-1886  |                                                        |
| 24º               | Mamerto Esquiú Medina, O.F.M. †                 | 1880-1883  |                                                        |
| 23º               | Eduardo Manuel Álvarez †                        | 1876-1878  |                                                        |
| 22º               | José Vicente Ramírez de Arellano †              | 1858-1873  |                                                        |
|                   | José Gregorio Baigorria †                       | 1857-1858  | Faleceu antes de ser ordenado                          |
| 21º               | Benito Lascano y Castillo †                     | 1836-1836  |                                                        |
| 20º               | Rodrigo Antonio de Orellana, O.Praem. †         | 1805-1818  | Nomeado Bispo de Ávila                                 |
| 19º               | Ángel Mariano Moscoso Pérez y Oblitas †         | 1787-1804  |                                                        |
| 18º               | José Campos Julián, O.C.D. †                    | 1778-1784  | Nomeado Arcebispo de La Plata o Charcas                |
| 17º               | Juan Manuel Moscoso y Peralta †                 | 1771-1778  | Nomeado Bispo de Cusco                                 |
| 16º               | Manuel de Abad e Illana, O. Praem. †            | 1762-1771  | Nomeado Bispo de Arequipa                              |
| 15º               | Pedro Miguel Argandoña Pastene Salazar †        | 1745-1762  | Nomeado Arcebispo de La Plata o Charcas                |
| 14º               | José Antonio Gutiérrez y Ceballos †             | 1730-1740  | Nomeado Arcebispo de Lima                              |
| 13º               | José Manuel de Sarricolea y Olea †              | 1723-1730  | Nomeado Bispo de Santiago do Chile                     |
| 12º               | Alonso del Pozo y Silva †                       | 1713-1723  | Nomeado Bispo de Santiago do Chile                     |
| 11º               | Manuel González Virtus †                        | 1708-1710  |                                                        |
| 10º               | Juan Manuel Mercadillo, O.P. †                  | 1694-1704  |                                                        |
| 9º                | Juan Bravo Dávila y Cartagena †                 | 1687-1691  |                                                        |
| 8º                | Nicolás de Ulloa y Hurtado de Mendoza, O.S.A. † | 1679-1686  |                                                        |
| 7º                | Francisco de Borja †                            | 1668-1679  | Nomeado Bispo de Trujillo                              |
| 6º                | Melchor Maldonado y Saavedra, O.S.A. †          | 1631-1662  |                                                        |
| 5º                | Tomás de la Torre Gibaja, O.P. †                | 1628-1630  |                                                        |
| 4º                | Julián de Cortázar †                            | 1617-1625  | Nomeado Arcebispo de Santafé em Nova Granada           |
| 3º                | Fernando Trexo y Sanabria, O.F.M. †             | 1594-1614  |                                                        |
| 2º                | Francisco de Vitoria, O.P. †                    | 1578-1592  |                                                        |
| 1º                | Jerónimo Albornoz, O.F.M. †                     | 1570-1574  |                                                        |